# Noam Abramczyk
Pas d'image ? Cliquez ici
Noam Abramczyk, né à Paris en France, est un pilote automobile israélo-français. Après avoir commencé le sport automobile en Karting et effectué une saison dans le Championnat d'Espagne de Formule 4, il participe en 2022 à des épreuves d'endurance au volant de voitures de Sport-prototypes en European Le Mans Series,.

## Carrière

Noam Abramczyk lors des Road to Le Mans 2022

De 2017 à 2020, Noam Abramczyk participe à différents championnats de karting en Europe durant son adolescence dans les catégories Cadet et National en y remportant des victoires dans quelques courses majeures,,. 
En 2021, Noam Abramczyk franchit le pas et s'engage dans le Championnat d'Espagne de Formule 4 dans l'écurie espagnole Drivex School. 
A l'issue de cette saison, Noam Abramczyk réoriente sa carrière et s'engage dans le championnat European Le Mans Series au sein de l'écurie polonaise Inter Europol Competition au volant d'une Ligier JS P320 dans la catégorie LMP3,. Ce choix est un choix personnel car son entourage et lui ont trouvé plus judicieux de quitter la monoplace pour l'Endurance. 
Pour la saison 2023, c'est en Championnat de France FFSA GT et en GT4 European Series que Noam Abramczyk s'oriente en s'engageant avec Romain Vozniak, son coach, au sein de l'écurie Fullmotorsport au volant d'une Audi R8 LMS GT4.

## Palmarès

### Résultats enEuropean Le Mans Series
| Année | Écurie                    | Voiture        | Moteur                    | Classe | 1     | 2        | 3        | 4      | 5     | 6     | Total | Pos. |
| ----- | ------------------------- | -------------- | ------------------------- | ------ | ----- | -------- | -------- | ------ | ----- | ----- | ----- | ---- |
| 2022  | Inter Europol Competition | Ligier JS P320 | Nissan VK56 5,6 l V8 Atmo | LMP2   | LEC 8 | IMO Abd. | MON Abd. | BAR 10 | SPA 8 | POR 8 | 13    | 18e  |